# Wallace T. Foote junior

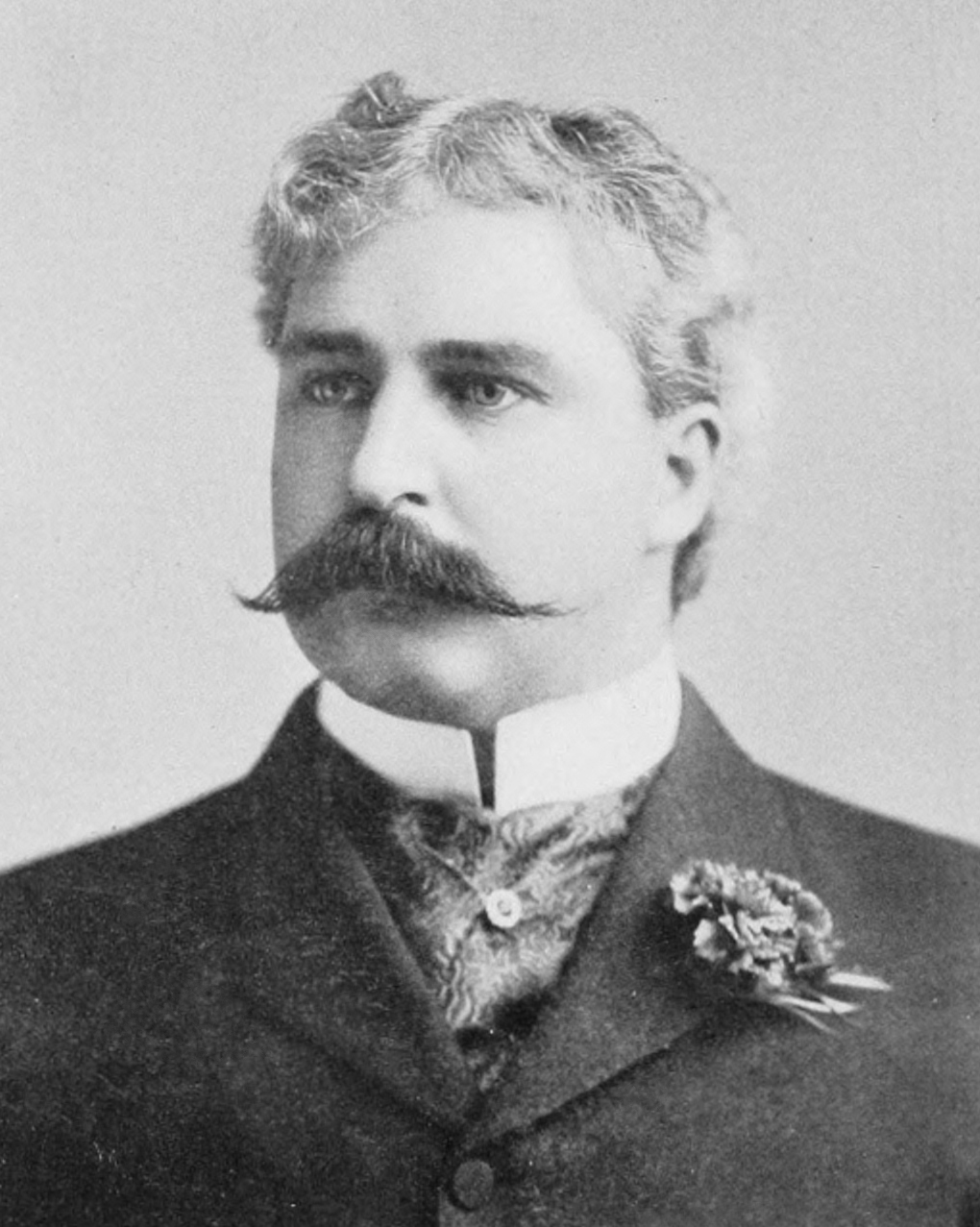
Wallace T. Foote junior

Wallace Turner Foote junior (* 7. April 1864 in Port Henry, New York; † 17. Dezember 1910 in New York City) war ein US-amerikanischer Bauingenieur, Jurist und Politiker. Zwischen 1895 und 1899 vertrat er den Bundesstaat New York im US-Repräsentantenhaus.

## Werdegang
Wallace Turner Foote junior wurde während des Bürgerkrieges im Essex County geboren. Er besuchte die Port Henry Union School und das Williston Seminary in Easthampton (Massachusetts). 1885 graduierte er am Union College in Schenectady, wo er Bauingenieurwesen studierte. Er war dann zwischen 1885 und 1887 Assistant Superintendent für den Cedar Point Furnace in Port Henry. In der Folgezeit besuchte er die Columbia Law School in New York City. Nach dem Erhalt seiner Zulassung als Anwalt 1889 begann er in Port Henry zu praktizieren. Politisch gehörte er der Republikanischen Partei an.
Bei den Kongresswahlen des Jahres 1894 für den 54. Kongress wurde Foote im 23. Wahlbezirk von New York in das US-Repräsentantenhaus in Washington, D.C. gewählt, wo er am 4. März 1895 die Nachfolge von John M. Wever antrat. Er wurde einmal wiedergewählt. Da er auf eine erneute Kandidatur 1898 verzichtete, schied er nach dem 3. März 1899 aus dem Kongress aus.
Nach seiner Kongresszeit ging er wieder seiner Tätigkeit als Anwalt nach, war aber auch im Bergbau tätig. Er verstarb ungefähr vier Jahre vor dem Ausbruch des Ersten Weltkrieges in New York City und wurde dann auf dem Union Cemetery in Port Henry beigesetzt.